# Leo Frijda
Leo Herman Frijda (Amsterdam, 1 augustus 1923 – duinen bij Overveen, 1 oktober 1943) was een Joods-Nederlandse verzetsstrijder tijdens de Tweede Wereldoorlog.
Leo Frijda was het oudste kind van Herman Frijda (1887-1944), hoogleraar economie in Amsterdam, en Dora Frank. In 1938 was Herman Frijda de erepromotor van koningin Wilhelmina, toen zij haar 40-jarig regeringsjubileum vierde. In het najaar van 1940 werd hij, als Joodse hoogleraar, ontslagen.
Omdat hij Joods was, mocht Leo Frijda na zijn gymnasium-eindexamen op het Amsterdams Lyceum in 1941 niet gaan studeren. Daarom ging hij als leerling medisch-analist werken in het CIZ-laboratorium in Amsterdam. Leo en zijn vader leefden op gespannen voet. Leo besloot daarom op kamers te gaan wonen in Aalsmeer, waar hij door de acht jaar oudere dochter des huizes, Mien Harmsen, zeer bewonderd werd om zijn gedichten en zijn kennis van muziek. Na een paar maanden ging hij bij zijn schoolvriend Theo Hondius wonen op een grote kamer aan de Herengracht. Samen met Hondius maakte hij plannen om in de herfst van 1941 naar Engeland gaan. Het kopen van een boot was niet het grootste probleem. Om er ongezien door de duinen mee naar het strand te komen, wel. Het plan werd opgegeven.
Frijda ging in 1942 in het verzet en verhuisde naar een pand aan de Nieuwe Herengracht. Hij was een van de oprichters van verzetsgroep CS-6. De groep bestond in het begin uit Hans Katan, Gideon Willem Boissevain en diens broer Jan Karel. Ze werkten samen met leden van de illegale CPN. De naam van de groep was een afkorting van het adres waar de Boissevains woonden, Corellistraat 6.
Eind 1942 richtte Hondius samen met Gerrit Jan de Jongh, student in Utrecht, een literair jongerentijdschrift op. Het kreeg de naam Lichting:litterair maandblad van de jongeren, het eerste nummer verscheen in november 1942. Frijda schreef erin onder de naam Edgar Fossan.
Ondertussen was Frijda actief in het verzet. Op 5 februari was hij samen met Jan Verleun uit Amsterdam betrokken bij de moord op luitenant-generaal Seyffardt, omdat die zich beschikbaar had gesteld als commandant van het Nederlands Vrijwilligerslegioen, dat naar het Oostfront zou gaan. Na deze liquidatie werden 600 studenten gearresteerd en naar Kamp Vught gebracht. Frijda ontsprong deze dans. Enkele weken later werkte hij mee aan spoorwegsabotage in de Amsterdamse Rietlanden, en in juni liquideerde hij twee SD-informanten: fietsenmaker B. Hoff en D. Blom, de laatste samen met Katan. Hij werd op 20 augustus 1943 gearresteerd. Hij werd met Katan, de gebroeders Boissevain en 14 anderen CS-6 leden door het Polizeistandgericht ter dood veroordeeld en op 1 oktober 1943 gefusilleerd. Zijn graf is op de Eerebegraafplaats Bloemendaal.